# Copa de Naciones Femenina de la OFC 2022
La Copa de Naciones Femenina de la OFC 2022 (en inglés: 2022 OFC Women's Nations Cup) fue la décima segunda edición del principal torneo de fútbol femenino oceánico. Se disputó en Fiyi del 13 de julio al 30 de julio y contó con nueve selecciones participantes. Originalmente se había planeado realizar la copa entre julio y agosto, pero la OFC la había movido para enero y febrero para cumplir con la fechas FIFA. No obstante, al final la OFC revocó dicho plan en marzo de 2021 por la pandemia de COVID-19 en Oceanía y en abril de 2022 se ratificó las fechas de organización y a Fiyi como sede.
Esta competición también servirá como eliminatoria a la Copa Mundial Femenina de Fútbol de 2023 a realizarse en Australia y Nueva Zelanda. Al tener condición de coanfitriona, la selección neozelandesa está automáticamente clasificada a la Copa Mundial y no participó en este torneo, por lo que hubo un campeón inédito que fue la selección de Papúa Nueva Guinea. Como campeón, clasificó a la repesca intercontinental previo al mundial.

## Formato
El formato fue un torneo con una fase de grupos de nueve selecciones repartidas en tres grupos de tres selecciones cada uno. Los dos primeros lugares de cada grupo y los dos mejores terceros avanzaron a los cuartos de final.
Nueva Zelanda no participó en esta edición al tener cupo a la Copa Mundial asegurado como coanfitrión. Samoa Estadounidense se retiró del torneo debido a problemas de logística a causa de la pandemia de COVID-19.

## Equipos participantes
| Equipos participantes | Equipos participantes | Equipos participantes |
| --------------------- | --------------------- | --------------------- |
| Fiyi                  | Nueva Caledonia       | Tahití                |
| Islas Cook            | Papúa Nueva Guinea    | Tonga                 |
| Islas Salomón         | Samoa                 | Vanuatu               |

### Sorteo
El sorteo para definir los grupos se realizó el 10 de mayo de 2022.
Los bombos fueron ordenados de acuerdo a las posiciones de las selecciones en el Ranking FIFA con fecha de corte al 25 de marzo de 2022.
| Bombo 1                                                  | Bombo 2                                            | Bombo 3                                       |
| -------------------------------------------------------- | -------------------------------------------------- | --------------------------------------------- |
| Papúa Nueva Guinea (49) Fiyi (67) (Anfitrión) Tonga (92) | Nueva Caledonia (99) Islas Cook (104) Tahití (105) | Samoa (111) Islas Salomón (119) Vanuatu (121) |

## Árbitros
| Árbitros       | Árbitros            | Árbitras Asistentes | Árbitras Asistentes | Árbitras Asistentes |
| -------------- | ------------------- | ------------------- | ------------------- | ------------------- |
| Torika Delai   | Anna-Marie Keighley | Adi Gadolo          | Sarah Jones         | Vaihina Teura       |
| Veer Singh     | Beth Rattray        | Jemima Rao          | Heloise Simons      | Lata Kaumatule      |
| Neeshil Varman | Delvin Joel         | Natalia Lumukana    | Stephanie Minan     | Feliuaki Kolotau    |
| Shama Maemae   | Shama Maemae        | Allys Clipsham      | Maria Salamasina    | Maria Salamasina    |

## Sede
Todos los partidos se llevaron a cabo en el Estadio ANZ de la capital Suva.
| Fiyi | Suva             |
| ---- | ---------------- |
| Suva | Estadio ANZ      |
| Suva | Capacidad: 4,300 |
| Suva |                  |

## Fase de grupos
– Clasificado directamente a Cuartos de Final

     – Clasificado a Cuartos de Final como uno de los mejores terceros.
- Todos los horarios corresponden a la hora local de Fiyi (UTC+12).[4]

### Grupo A
| Equipo     | Pts | PJ | PG | PE | PP | GF | GC | Dif |
| ---------- | --- | -- | -- | -- | -- | -- | -- | --- |
| Samoa      | 6   | 2  | 2  | 0  | 0  | 3  | 0  | 3   |
| Islas Cook | 1   | 2  | 0  | 1  | 1  | 1  | 2  | -1  |
| Tonga      | 1   | 2  | 0  | 1  | 1  | 1  | 3  | -2  |

| 13 de julio de 2022 | Samoa                     | 2:0 (1:0) | Tonga | Estadio ANZ, Suva     |                       |
| 19:00               | Fischer 28' · Stewart 70' | Reporte   |       | Árbitra: Shama Maemae | Árbitra: Shama Maemae |

| 16 de julio de 2022 | Tonga     | 1:1 (0:0) | Islas Cook  | Estadio ANZ, Suva    |                      |
| 19:00               | Swift 73' | Reporte   | Davison 49' | Árbitra: Delvin Joel | Árbitra: Delvin Joel |

| 19 de julio de 2022 | Islas Cook | 0:1 (0:1) | Samoa       | Estadio ANZ, Suva     |                       |
| 19:00               |            | Reporte   | Stewart 14' | Árbitra: Shama Maemae | Árbitra: Shama Maemae |

### Grupo B
| Equipo             | Pts | PJ | PG | PE | PP | GF | GC | Dif |
| ------------------ | --- | -- | -- | -- | -- | -- | -- | --- |
| Papúa Nueva Guinea | 6   | 2  | 2  | 0  | 0  | 5  | 2  | 3   |
| Tahití             | 1   | 2  | 0  | 1  | 1  | 1  | 2  | -1  |
| Vanuatu            | 1   | 2  | 0  | 1  | 1  | 1  | 3  | -2  |

| 14 de julio de 2022 | Vanuatu     | 1:3 (0:1) | Papúa Nueva Guinea                  | Estadio ANZ, Suva     |                       |
| 16:00               | Keletia 71' | Reporte   | Kaipu 34' · Padio 76' · Yanding 79' | Árbitra: Torika Delai | Árbitra: Torika Delai |

| 17 de julio de 2022 | Papúa Nueva Guinea             | 2:1 (1:0) | Tahití             | Estadio ANZ, Suva     |                       |
| 16:00               | Padio 28' (pen.) · Gunemba 83' | Reporte   | Tamarii 90' (pen.) | Árbitra: Shama Maemae | Árbitra: Shama Maemae |

| 20 de julio de 2022 | Tahití | 0:0     | Vanuatu | Estadio ANZ, Suva     |                       |
| 16:00               |        | Reporte |         | Árbitra: Torika Delai | Árbitra: Torika Delai |

### Grupo C
| Equipo          | Pts | PJ | PG | PE | PP | GF | GC | Dif |
| --------------- | --- | -- | -- | -- | -- | -- | -- | --- |
| Fiyi            | 4   | 2  | 1  | 1  | 0  | 4  | 2  | 2   |
| Islas Salomón   | 2   | 2  | 0  | 2  | 0  | 3  | 3  | 0   |
| Nueva Caledonia | 1   | 2  | 0  | 1  | 1  | 3  | 5  | -2  |

| 14 de julio de 2022 | Islas Salomón   | 1:1 (1:1) | Fiyi      | Estadio ANZ, Suva            |                              |
| 19:00               | Pegi 37' (pen.) | Reporte   | Kumar 22' | Árbitra: Anna-Marie Keighley | Árbitra: Anna-Marie Keighley |

| 17 de julio de 2022 | Fiyi                            | 3:1 (2:0) | Nueva Caledonia    | Estadio ANZ, Suva            |                              |
| 19:00               | Hussein 4' · Diyalowai 45', 56' | Reporte   | Pahoa 90+1' (pen.) | Árbitra: Anna-Marie Keighley | Árbitra: Anna-Marie Keighley |

| 20 de julio de 2022 | Nueva Caledonia | 2:2 (0:1) | Islas Salomón            | Estadio ANZ, Suva            |                              |
| 19:00               | Neporo 73', 79' | Reporte   | Gogoni 16' · Maefiti 86' | Árbitra: Anna-Marie Keighley | Árbitra: Anna-Marie Keighley |

### Mejores terceros
Los dos mejores equipos se clasificarán para los cuartos de final.
| Equipo          | Gr. | Pts. | PJ | PG | PE | PP | GF | GC | Dif |
| --------------- | --- | ---- | -- | -- | -- | -- | -- | -- | --- |
| Nueva Caledonia | C   | 1    | 2  | 0  | 1  | 1  | 3  | 5  | -2  |
| Tonga           | A   | 1    | 2  | 0  | 1  | 1  | 1  | 3  | -2  |
| Vanuatu         | B   | 1    | 2  | 0  | 1  | 1  | 1  | 3  | -2  |

## Segunda fase
|  | Cuartos de final        | Cuartos de final   |                    |       | Semifinales  | Semifinales  |  |  | Final | Final |
|  |                         |                    |                    |       |              |              |  |  |       |       |
|  |                         |                    |                    |       |              |              |  |  |       |       |
|  |                         |                    |                    |       |              |              |  |  |       |       |
|  | Samoa                   | 4                  |                    |       |              |              |  |  |       |       |
|  | Samoa                   | 4                  |                    |       |              |              |  |  |       |       |
|  | Nueva Caledonia         | 2                  |                    |       |              |              |  |  |       |       |
|  | Nueva Caledonia         | 2                  | Samoa              | 0     |              |              |  |  |       |       |
|  |                         |                    | Samoa              | 0     |              |              |  |  |       |       |
|  |                         | Papúa Nueva Guinea | 3                  |       |              |              |  |  |       |       |
|  | Papúa Nueva Guinea (p.) | Papúa Nueva Guinea | 3                  | 3 (3) |              |              |  |  |       |       |
|  | Papúa Nueva Guinea (p.) |                    |                    | 3 (3) |              |              |  |  |       |       |
|  | Tonga                   | 3 (2)              |                    |       |              |              |  |  |       |       |
|  | Tonga                   | 3 (2)              | Papúa Nueva Guinea | 2     |              |              |  |  |       |       |
|  |                         |                    | Papúa Nueva Guinea | 2     |              |              |  |  |       |       |
|  |                         | Fiyi               | 1                  |       |              |              |  |  |       |       |
|  | Fiyi                    | Fiyi               | 1                  | 2     |              |              |  |  |       |       |
|  | Fiyi                    |                    |                    | 2     |              |              |  |  |       |       |
|  | Islas Cook              | 0                  |                    |       |              |              |  |  |       |       |
|  | Islas Cook              | 0                  | Fiyi               | 3     |              |              |  |  |       |       |
|  |                         |                    | Fiyi               | 3     |              |              |  |  |       |       |
|  |                         | Islas Salomón      | 1                  |       | Tercer lugar | Tercer lugar |  |  |       |       |
|  | Tahití                  | Islas Salomón      | 1                  | 0     | Tercer lugar | Tercer lugar |  |  |       |       |
|  | Tahití                  |                    |                    | 0     |              |              |  |  |       |       |
|  | Islas Salomón           | 1                  |                    |       |              |              |  |  |       |       |
|  | Islas Salomón           | 1                  | Samoa              | 1 (5) |              |              |  |  |       |       |
|  |                         |                    |                    |       |              |              |  |  |       |       |
|  | Islas Salomón (p.)      | 1 (6)              |                    |       |              |              |  |  |       |       |
|  | Islas Salomón (p.)      | 1 (6)              |                    |       |              |              |  |  |       |       |

### Cuartos de final
| 23 de julio de 2022, 16:00 | Samoa                                   | 4:2 (1:1) | Nueva Caledonia | Estadio ANZ, Suva     |                       |
|                            | - Fischer 35' · Stewart 51', 83', 90+5' | Reporte   | Uregei 45', 90' | Árbitra: Torika Delai | Árbitra: Torika Delai |

| 23 de julio de 2022, 19:30 | Papúa Nueva Guinea                   | 3:3 (2:2, 0:2) (t. s.)(3:2 p.) | Tonga                                              | Estadio ANZ, Suva      |                        |
|                            | - Padio 63', 99' · Gunemba 70'       | Reporte                        | - D. Vaka 29' · Loto'aniu 44', 109'                | Árbitro(s): Veer Singh | Árbitro(s): Veer Singh |
|                            |                                      | Tiros desde el punto penal     |                                                    |                        |                        |
|                            | - Bauelua - Padio - Gunemba - Morris |                                | - Loto'aniu - D. Vaka - La'akulu - L. Vaka - Siale |                        |                        |

| 24 de julio de 2022, 16:00 | Fiyi                              | 2:0 (1:0) | Islas Cook | Estadio ANZ, Suva     |                       |
|                            | Diyalowai 22' · Tamanitoakula 74' | Reporte   |            | Árbitra: Shama Maemae | Árbitra: Shama Maemae |

| 24 de julio de 2022, 19:30 | Tahití | 0:1 (0:1) | Islas Salomón | Estadio ANZ, Suva          |                            |
|                            |        | Reporte   | Maefiti 38'   | Árbitro(s): Neeshil Varman | Árbitro(s): Neeshil Varman |

### Semifinales
| 27 de julio de 2022, 16:00 | Samoa | 0:3 (0:1) | Papúa Nueva Guinea             | Estadio ANZ, Suva     |                       |
|                            |       | Reporte   | Yanding 44' · Gunemba 48', 78' | Árbitra: Torika Delai | Árbitra: Torika Delai |

| 27 de julio de 2022, 19:30 | Fiyi                               | 3:1 (2:1) | Islas Salomón   | Estadio ANZ, Suva    |                      |
|                            | Nasau 14', 28' · Tamanitoakula 83' | Reporte   | Pegi 11' (pen.) | Árbitra: Delvin Joel | Árbitra: Delvin Joel |

### Tercer puesto
| 30 de julio de 2022 | Samoa                                                           | 1:1 (1:1) (5:6 p.)         | Islas Salomón                                 | Estadio ANZ, Suva     |                       |
| 16:00               | Fischer 16'                                                     | Reporte                    | David 40'                                     | Árbitra: Torika Delai | Árbitra: Torika Delai |
|                     |                                                                 | Tiros desde el punto penal |                                               |                       |                       |
|                     | - Soifua - Lilii Moa - Uluvili - Tuatagaloa - Fischer - Stevens |                            | - Pegi - Saepio - Solo - Nari - Maefiti - Joe |                       |                       |

### Final
| 30 de julio de 2022 | Papúa Nueva Guinea      | 2:1 (2:1) | Fiyi      | Estadio ANZ, Suva     |                       |
| 19:00               | Gunemba 17' · Padio 28' | Reporte   | Nasau 42' | Árbitra: Shama Maemae | Árbitra: Shama Maemae |

|                                        |
| Bandera de Papúa Nueva Guinea          |
| Campeón Papúa Nueva Guinea 1.er título |

## Estadísticas

### Tabla general
| Equipo | Equipo             | Pts. | PJ | PG | PE | PP | GF | GC | Dif. |
| ------ | ------------------ | ---- | -- | -- | -- | -- | -- | -- | ---- |
| 1      | Papúa Nueva Guinea | 13   | 5  | 4  | 1  | 0  | 13 | 6  | 7    |
| 2      | Fiyi               | 10   | 5  | 3  | 1  | 1  | 10 | 5  | 5    |
| 3      | Islas Salomón      | 6    | 5  | 1  | 3  | 1  | 6  | 7  | -1   |
| 4      | Samoa              | 10   | 5  | 3  | 1  | 1  | 8  | 6  | 2    |
| 5      | Tonga              | 2    | 3  | 0  | 2  | 1  | 4  | 6  | -2   |
| 6      | Tahití             | 1    | 3  | 0  | 1  | 2  | 1  | 3  | -2   |
| 7      | Islas Cook         | 1    | 3  | 0  | 1  | 2  | 1  | 4  | -3   |
| 8      | Nueva Caledonia    | 1    | 3  | 0  | 1  | 2  | 5  | 9  | -4   |
| 9      | Vanuatu            | 1    | 2  | 0  | 1  | 1  | 1  | 3  | -2   |

### Goleadoras
| Jugadora        | Selección          | Goles |
| --------------- | ------------------ | ----- |
| Meagen Gunemba  | Papúa Nueva Guinea | 5     |
| Ramona Padio    | Papúa Nueva Guinea | 5     |
| Jayda Stewart   | Samoa              | 5     |
| Cema Nasau      | Fiyi               | 3     |
| Sofi Diyalowai  | Fiyi               | 3     |
| Monique Fischer | Samoa              | 3     |

| Luisa Tamanitoakula | Fiyi               | 2 |
| Mary Maefiti        | Islas Salomón      | 2 |
| Ileen Pegi          | Islas Salomón      | 2 |
| Jennifer Neporo     | Nueva Caledonia    | 2 |
| Sarah Uregei        | Nueva Caledonia    | 2 |
| Charlie Yanding     | Papúa Nueva Guinea | 2 |
| Jazmine Loto'aniu   | Tonga              | 2 |
| Aliza Hussein       | Fiyi               | 1 |
| Vanisha Kumar       | Fiyi               | 1 |
| Lyric Davison       | Islas Cook         | 1 |
| Jemina David        | Islas Salomón      | 1 |
| Almah Gogoni        | Islas Salomón      | 1 |
| Jackie Pahoa        | Nueva Caledonia    | 1 |
| Marie Kaipu         | Papúa Nueva Guinea | 1 |
| Tahia Tamarii       | Tahití             | 1 |
| Kiana Swift         | Tonga              | 1 |
| Daviana Vaka        | Tonga              | 1 |
| Vanessa Keletia     | Vanuatu            | 1 |

## Clasificadas
| Mundial de Australia/Nueva Zelanda 2023 | Repesca intercontinental                          |
| --------------------------------------- | ------------------------------------------------- |
| Bandera de Nueva Zelanda                | Bandera de Papúa Nueva Guinea                     |
| Nueva Zelanda                           | Papúa Nueva Guinea                                |
| Coanfitrión                             | Campeón de la Copa de Naciones Femenina de la OFC |
| Clasificado: 25/06/20                   | Clasificado: 30/07/22                             |

## Premios
| Premio        |  | Jugadora                                  | Selección                |
| ------------- |  | ----------------------------------------- | ------------------------ |
| Balón de Oro  |  | Cema Nasau                                | Fiyi                     |
| Bota de Oro   |  | Meagen Gunemba Ramona Padio Jayda Stewart | Papúa Nueva Guinea Samoa |
| Guante de Oro |  | Camille Andre                             | Tahití                   |

| Premio                           |  | Selección |
| -------------------------------- |  | --------- |
| Premio al Juego Limpio de la OFC |  | Samoa     |